# Alpine A108
Pour les articles homonymes, voir A108.
L'Alpine A108 est la descendante directe de l'A106.

## Histoire
Présentée au Salon de Paris de 1957, celle qui aurait dû s'appeler, dans la logique Alpine, A109 du fait du partage des composants mécaniques de la Dauphine (type R1090 et suivants) est une évolution de l'A106. En effet, si la carrosserie du coach est conservée, le moteur de la 4 CV est remplacé par celui de la Dauphine Gordini.
En 1960, le cabriolet et le coupé 2+2 adoptent un châssis-poutre. Celui-ci est formé d'une poutre (d'où son nom) ayant à chaque extrémité un berceau qui supporte le moteur (à l'arrière) et les organes de direction (à l'avant). Cette géométrie sera utilisée jusqu'au dernier modèle A610.
L'A108 joue un rôle important dans l'histoire d'Alpine car c'est sous cette forme que va naître la berlinette. Au Tour de France automobile de 1960, Jean Rédélé aligne deux berlinettes A108 (le modèle de série prendra d'ailleurs le nom de berlinette « Tour de France » jusqu'en 1969).
La berlinette se présente comme la version fermée du cabriolet, cependant l'avant à phares englobés est nouveau. Produite à partir de l'automne 1960, elle supplanta le coach et prépara la place pour la nouvelle venue : l'A110.

## Spécificités
Sur le coupé 2+2, en partie assemblé par Chappe et Gessalin comme le coach, l'empattement est allongé de 7 cm, la coque est boulonnée au châssis et non pas scellée comme pour les autres modèles. La mécanique reste inchangée soit le 845 cm3 de 37 ch réel, soit le 904 cm3 de 53 ch réel. Moins d'une centaine seront produits jusqu'à la fin en 1965.

## L'Alpine A108 au Brésil - Willys Interlagos

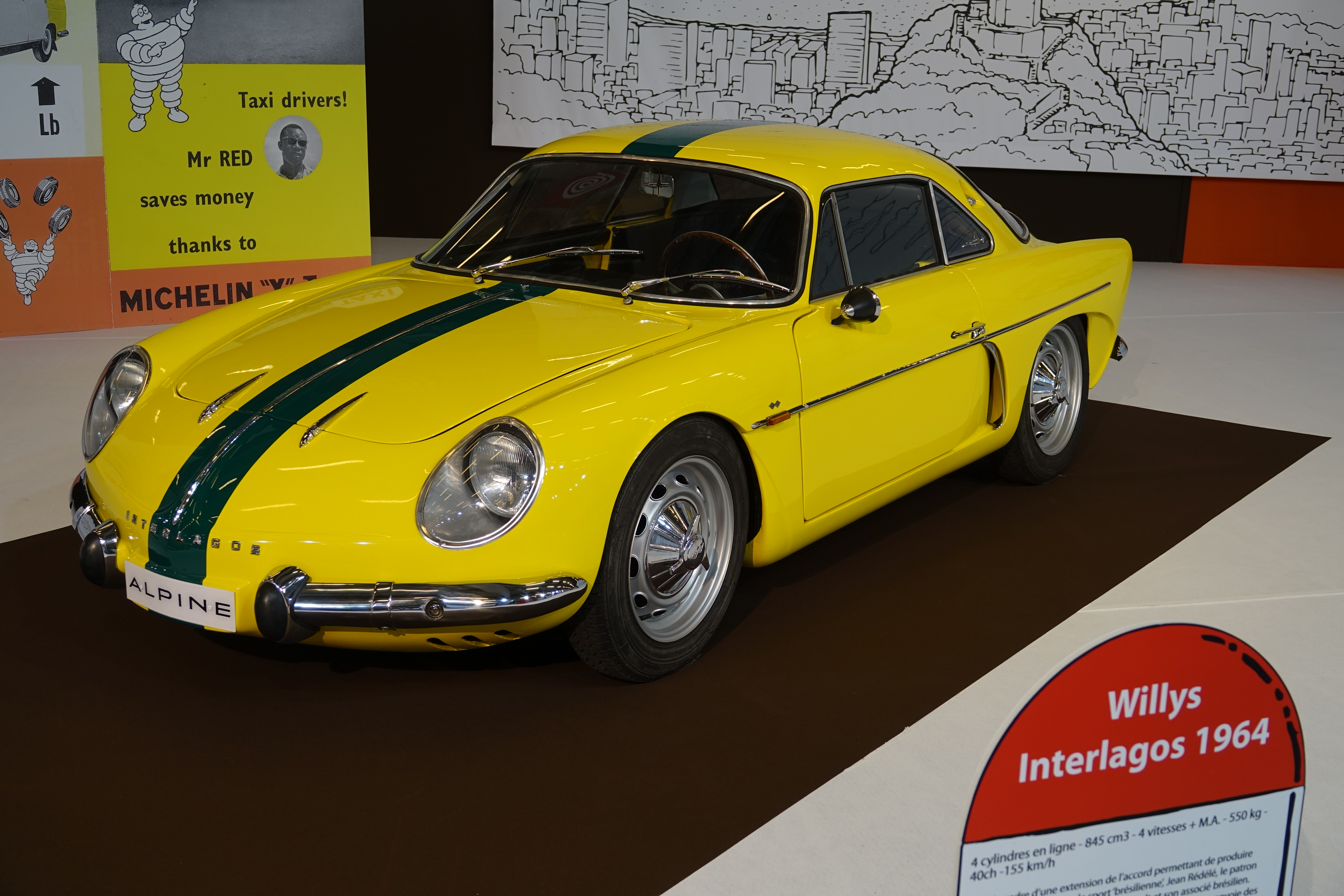
Willys Interlagos (1962-66)

L'Alpine A108 a également été produite au Brésil, grâce à un accord avec Willys-Overland do Brasil. Le modèle, baptisé Willys Interlagos, a été construit en trois versions : berlinette, coupé et cabriolet. La voiture a également été engagée en compétition. De 1962 à 1966, 822 exemplaires de l'Interlagos ont été fabriqués à São Bernardo do Campo, São Paulo.
La Willys Interlagos a été la première voiture de sport produite au Brésil. Elle dérive de la Renault Alpine A108 mais avec des lignes similaires à l'A110. Le nom est une allusion au circuit d'Interlagos et vise à souligner la sportivité du modèle.

### Caractéristiques techniques
- Moteur : 998 cm3, 4 cylindres en ligne, placé longitudinalement à l'arrière du véhicule, refroidissement par eau, 2 soupapes par cylindre. Alésage x course : 63 x 80 mm. Taux de compression : 9,8:1. Puissance maximale : 70 ch. Carburateur double corps.
- Performances : vitesse max. : 160 km/h, accélération de 0 à 100 km/h : 14,1 s.
- Carrosserie : matière : fibre de verre - longueur : 3.780 mm, largeur : 1.450 mm, hauteur : 1.150 mm, empattement : 2.100 mm
- Poids : 535 kg